# Caculé (kommun)
Caculé är en kommun i Brasilien.   Den ligger i delstaten Bahia, i den östra delen av landet, 600 km öster om huvudstaden Brasília. Antalet invånare är 22 231.
Följande samhällen finns i Caculé:
- Caculé

Omgivningarna runt Caculé är huvudsakligen savann. Runt Caculé är det ganska glesbefolkat, med 31 invånare per kvadratkilometer.